# Gonez
 Gonez  es una comuna y población de Francia, en la región de Mediodía-Pirineos, departamento de Altos Pirineos, en el distrito de Tarbes y cantón de Pouyastruc.
Su población en el censo de 1999 era de 31 habitantes.
Está integrada en la Communauté de communes de l'Ârret-Darre et de l'Esteoux.

## Demografía
| 28 | 30 | 36 | 33 | 35 | 31 |
| Para los censos de 1962 a 1999 la población legal corresponde a la población sin duplicidades (Fuente: INSEE [Consultar]) |    |    |    |    |    |